# Los Alcarrizos
Los Alcarrizos é um município da República Dominicana pertencente à província de Santo Domingo. Inclui dois distritos municipais: Palmarejo-Villa Linda e Pantoja.
Sua população estimada em 2012 era de 263 861 habitantes.